# Tarahumara

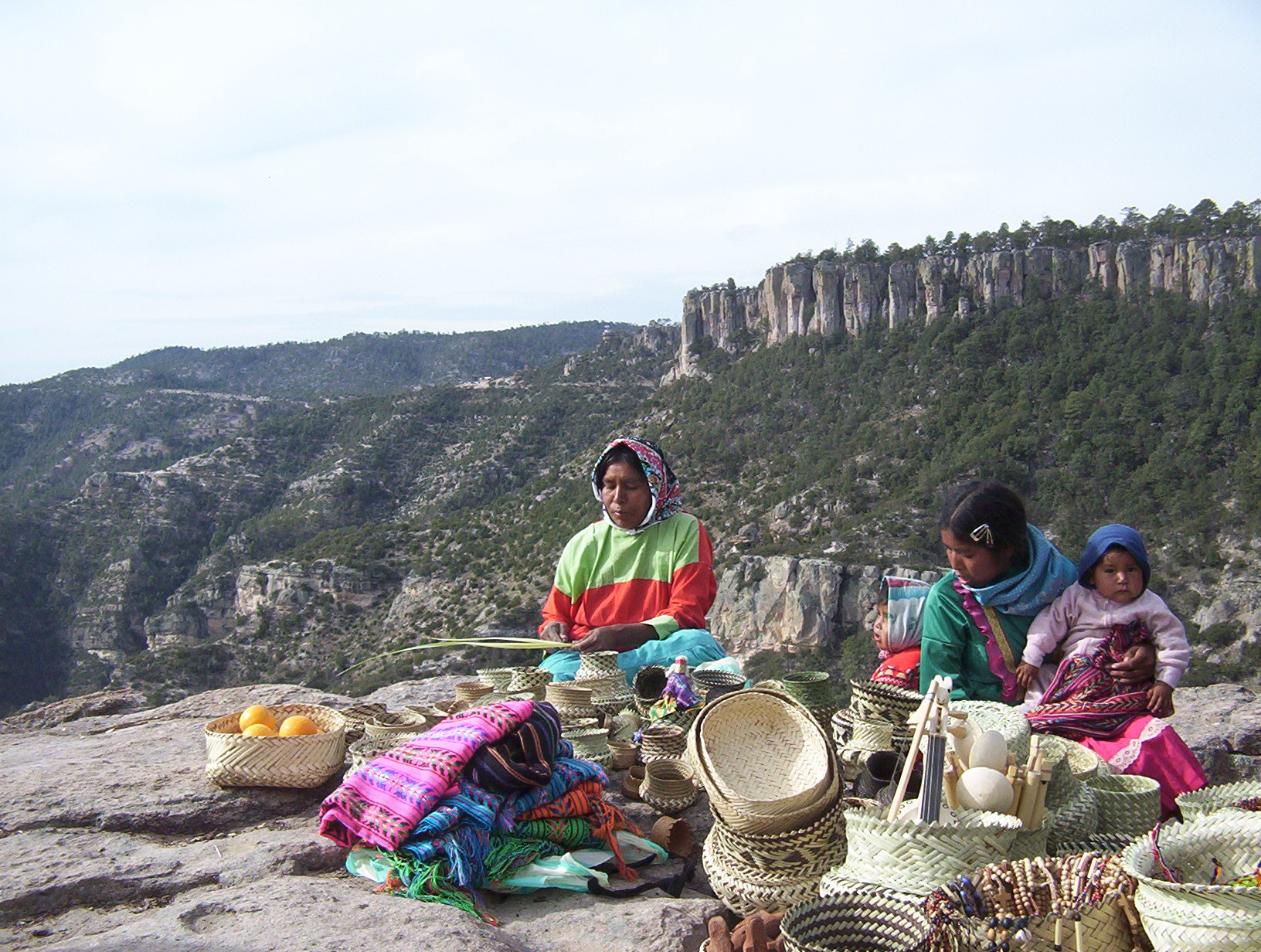
Tarahumarakvinnor vid Ararecosjön i Sierra Tarahumara

Tarahumara är ett urfolk i Mexiko. De kallar sig själva rarámuri, som betyder «de som löper» eller «de lätta på foten», eftersom långdistanslöpning har en central plats i deras kultur. De är kända för att kunna springa extremt långa sträckor (bortåt 160 km) lika fort som världens bästa elitlöpare. Tarahumara är troligtvis en förspanskning av det namn de använder om sig själva. De håller till i delstaten Chihuahua, i det isolerade och ödsliga Barranca del Cobre i Sierra Tarahumara i norra Mexico. Deras språk kallas också tarahumara.

## Geografi och demografi
Tarahumaranerna håller till på en areal om cirka 65 000 km², som utgör den sydvästra fjärdedelen av delstaten Chihuahua, i högfjällsområdet i Västliga Sierra Madre Occidental, bergskedjan mellan Stilla havet och den centrala högslätten i Mexiko. Deras del av bergskedjan kalles ofta Sierra Tarahumara, och ligger mellan 1 500 och 2 400 m ö.h.
Tarahumaranerna utgör en grupp på ungefär 50 000–70 000 personer, av vilka 90 % bor i kommunerna Bocoyna, Urique, Guachochi, Batopilas, Carichí, Balleza, Guadalupe och Calvo och Nonoava. Flertalet bor utspridda i traditionella bostäder.
De flesta tarahumaraner har ett katolskt färgat trosliv, som är starkt präglat av tidigare inhemska trosföreställningar.

## Historik

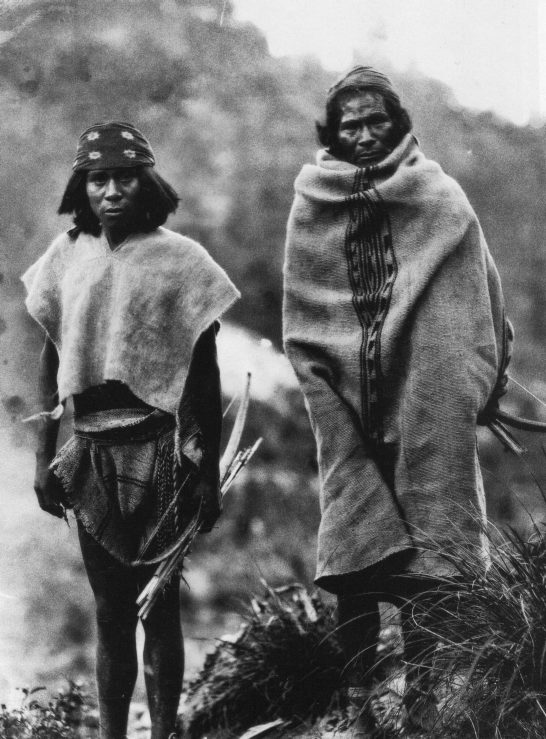
Tarahumaraner i Tuaripa, Chihuahua (1892).

Även om förfäderna till dagens tarahumaraer kan ha kommit över Berings sund för 20 000 år sedan, så är de äldsta spåren efter bosättningar i Sierra Tarahumara daterade 15 000 år tillbaka. Det sägs att pilspetsar har hittats som användes vid jakt på de jättedjur som levde på den tiden. 
Den kultur som mötte de spanska erövrarna på 1500- och 1600-talet präglades av en blandning av jordbruk och jakt. De odlade majs, grönsaker, chili och bomull. De var uppdelade i grupper med sin egen dialekt och sin egen ledare, som hade till uppgift att beskydda territoriet mot inkräktare och hålla ordning inom stammen. 
Deras religion var polyteistisk, de trodde på ett liv efter döden och på goda och onda väsen. Bland de vänligt sinnade väsendena var solen, månen, ormarna och stenarna som styrde regnet och djuren som de jagade. Bland de ondsinta väsendena var herrarna i undervärldarna, som förorsakade död och naturkatastrofer. Gemensamma ritualer var en viktig del av kulturen, de dyrkade solen och månen, och de firade militära triumfer, jakt och erövring. 
År 1606 stötte de spanska missionärerna för första gången på tarahumaranerna. I loppet av 1600- och 1700-talet trängde spanska missionärer, handelsmän och jordbrukare in i området. Å ena sidan uppstod det handel med spanjorerna, men många tarahumaraner tvingades även till att arbeta åt spanjorerna som gäldslavar i gruvor och i plantager. Många tarahumaraner drog sig då tillbaka till oländiga bergsområden för att undgå tvångsarbete. 
När en missionsstation anlades i en tarahumara-by 1632, framkallade det motstånd bland tarahumaranerna, vilket slutade med att två munkar dödades. Detta ledde till hämndaktioner från spanjorerna.